# Ambassade de Malaisie en France
L'ambassade de Malaisie en France est la représentation diplomatique de la Malaisie auprès de la République française. Elle est située 2 bis rue Benouville dans le 16e arrondissement de Paris, la capitale du pays, et son ambassadeur est, depuis 2024, Eldeen Husaini Mohd Hasim. La résidence de l'ambassadeur se trouve 48 boulevard Suchet, dans le même arrondissement.
L'ambassadeur de Malaisie à Paris est aussi accrédité pour le Portugal et pour Monaco.

## Liste des ambassadeurs
Ses ambassadeurs ont été les suivants depuis 1959 :
- Du 22 août 1959 au 2 décembre 1965 : Tunku Ismail bin Tunku Yahya
- Du 30 décembre 1965 au 28 février 1970 : Tunku Yaacob ibni Almarhum Sultan Abdul Hamid Halim Shah
- Du 29 février 1970 au 22 août 1977 : Tan Sri Jamal bin Abdul Latif
- Du 4 septembre 1977 au 9 juillet 1979 : Tan Sri Raja Aznam bin Raja Ahmad
- Du 20 février 1980 au 10 novembre 1984 : Tan Sri Abdul Rahman bin Abdul Jalal
- Du 14 décembre 1984 au 26 août 1986 : Tan Sri Lim Taik Choon
- Du 16 septembre 1986 au 5 août 1990 : Datuk Ismail Ambia
- Du 14 septembre 1990 au 15 décembre 1992 : Tan Sri Datuk Hasmy Agam
- Du 21 janvier 1993 au 28 octobre 1994 : Datuk Mahayuddin Abdul Rahman
- Du 6 décembre 1994 au 16 janvier 1998 : Encik Mohamed bin Haron
- Du 21 avril 1998 au 4 février 2001 : Datin Paduka Dr. Rajmah Hussain
- Du 6 février 2001 au 6 mai 2004 : Tunku Datuk Nazihah bt Tunku Mohd Rus
- Du 2 juillet 2004 au 8 mai 2006 : Dato’ Hamidah Mohd Yusoff
- Du 8 septembre 2006 au 28 janvier 2010 : Dato’ S. Thanarajasingam

| Date d'entrée en fonction | Date d'entrée en fonction | Date de remise des lettres de créance | Date de remise des lettres de créance | Fin de mission   | Diplomate                 |
| ------------------------- | ------------------------- | ------------------------------------- | ------------------------------------- | ---------------- | ------------------------- |
| 29 mai 2010               |                           | 2 juillet 2010                        | [ JORF 1 ]                            | 1er juillet 2013 | Tan Sri Abdul Aziz Zainal |
| 1er octobre 2013          |                           | 15 novembre 2013                      | [ JORF 2 ]                            | 1er octobre 2015 | Tan Sri Ismail Omar       |
| 16 février 2016           |                           | 15 février 2016                       | [ JORF 3 ]                            | 9 avril 2018     | Datuk Ibrahim Abdullah    |
| 18 septembre 2018         |                           | 12 avril 2019                         | [ JORF 4 ]                            | 29 mai 2021      | Azfar Mohamad Mustafar    |
| 1er septembre 2021        |                           | 2 novembre 2021                       | [ JORF 5 ]                            | 15 mars 2024     | Dato'Mohd Zamruni Khalid  |
| 16 avril 2024             |                           | 17 septembre 2024                     | [ JORF 6 ]                            | en cours         | Eldeen Husaini Mohd Hasim |

## Historique

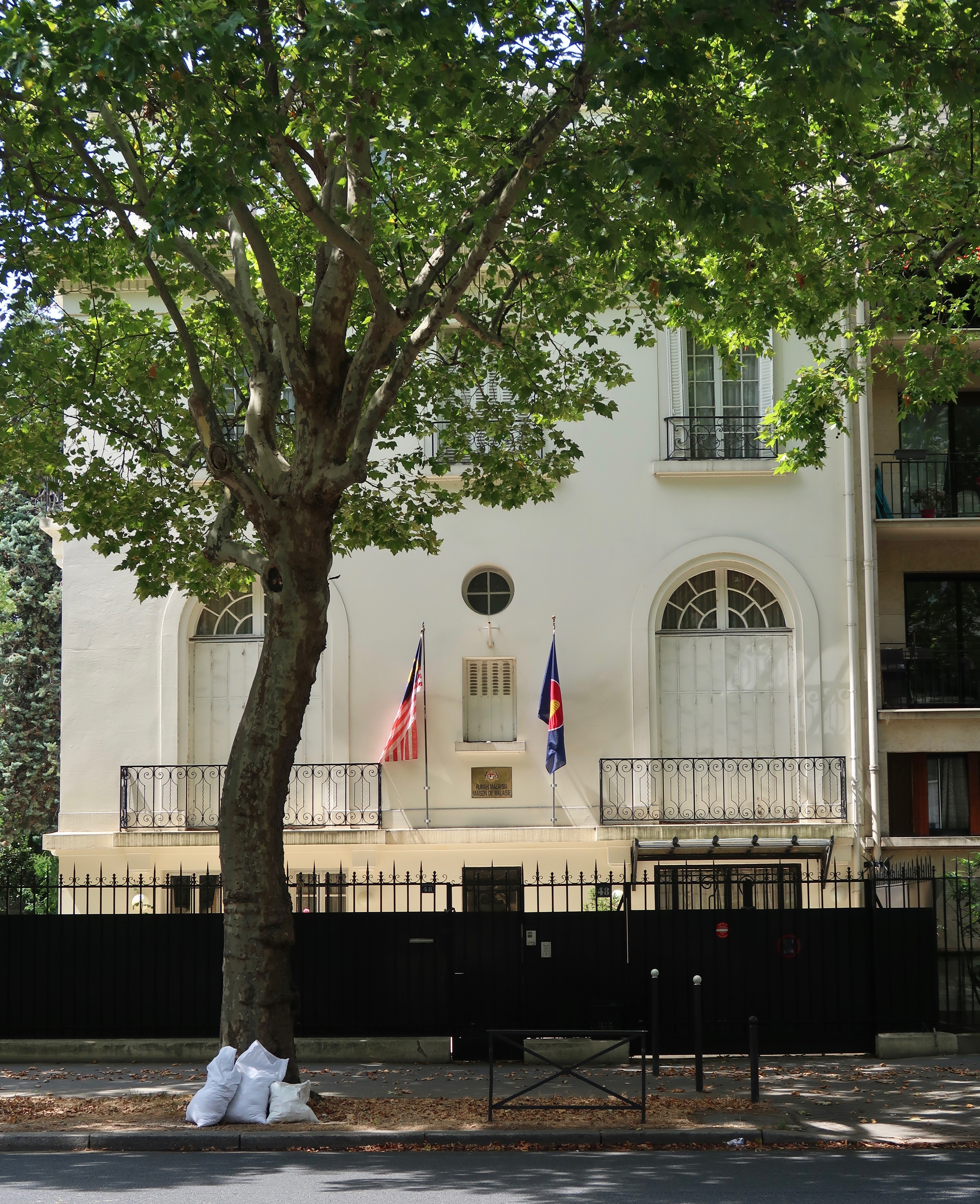
Le drapeau de la Malaisie à l'entrée de la résidence de l'ambassadeur malaisien à Paris (48 boulevard Suchet), en 2019.

Les relations diplomatiques entre la fédération de Malaisie et la France ont été établies en 1957, dès l'indépendance du pays vis-à-vis de la Grande-Bretagne. L'ambassade de la fédération de Malaisie à Paris a été ouverte un an plus tard, en juillet 1958. L'ambassade était initialement située au 48-50 rue de la Faisanderie (16e arrondissement).
Avec la constitution de la Malaisie en 1963, le nom de l'ambassade a changé pour devenir l'ambassade de Malaisie. Celle-ci a déménagé au 2 bis rue Benouville (16e arrondissement), en août 1980.
L'immeuble actuel de la chancellerie, rue Benouville, a été construit par l'architecte français Henri Grandpierre. Propriété d'une caisse de retraite française (la CAPIM), il a été racheté par le gouvernement malaisien le 2 novembre 1978.
Également propriété du gouvernement malaisien, à moins de 150 m de distance de l'ambassade, les immeubles des 48 et 50 rue de la Faisanderie (siège de l'ambassade avant 1980) sont actuellement utilisés comme résidence pour les diplomates malaisiens.